# Taraperla
Taraperla is een geslacht van steenvliegen uit de familie Gripopterygidae. De wetenschappelijke naam van het geslacht is voor het eerst geldig gepubliceerd in 1998 door McLellan.

## Soorten
Taraperla omvat de volgende soorten:
- Taraperla ancilis (Harding & Chadderton, 1995)
- Taraperla howesi (Tillyard, 1923)
- Taraperla johnsi McLellan, 2003
- Taraperla pseudocyrene McLellan, 1998